# Slepé okno

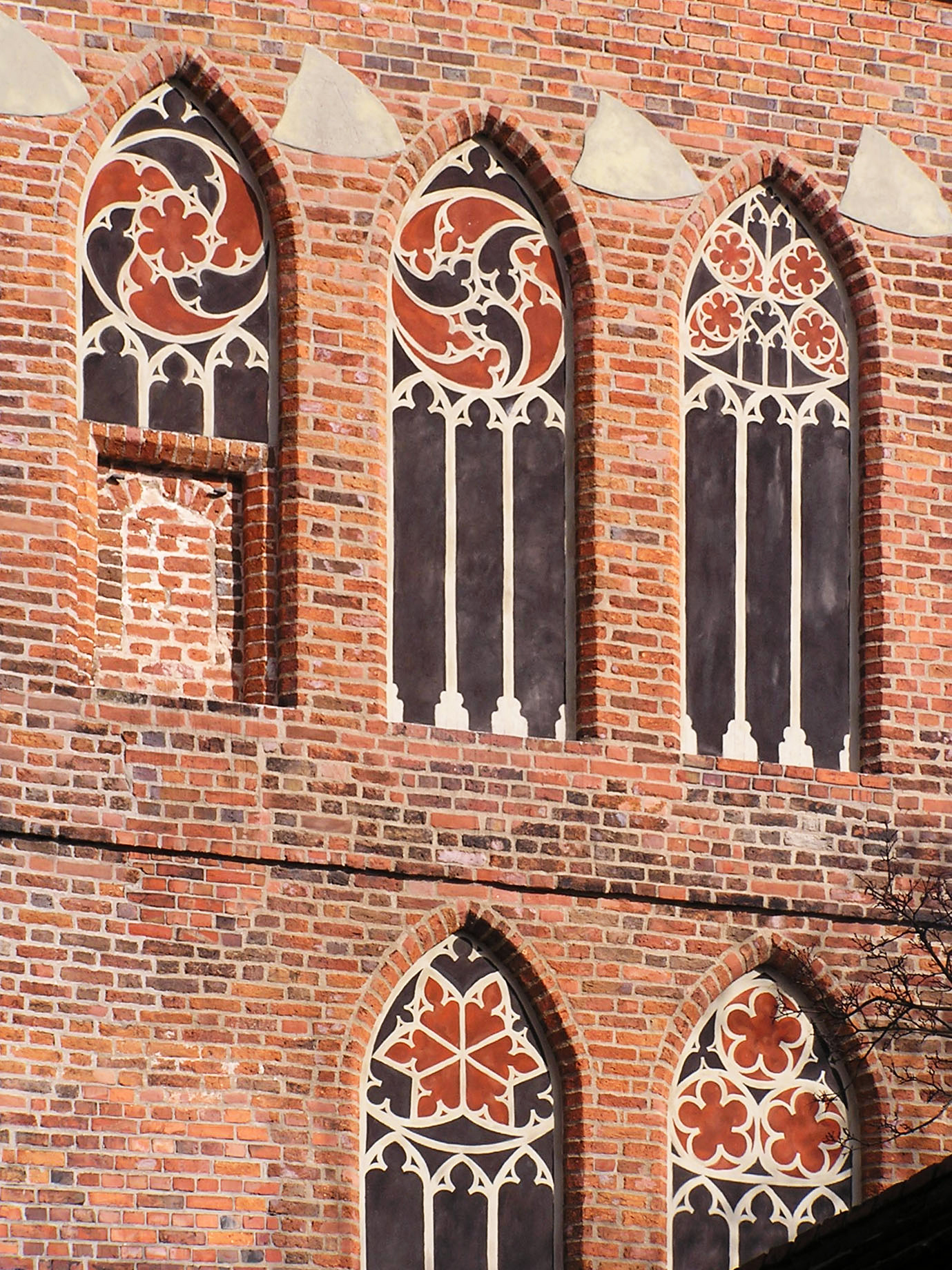
Gotická slepá okna vyplněná kružbovou výzdobou na věži Gołębnik v Toruni

Slepé okno či slepý výklenek, oblouk apod. (italsky fascia, francouzsky chandelier, německy: blende) v architektuře představuje mělký výklenek ve zdi, ve tvaru arkády nebo okna, bez průzoru (okenního otvoru).
Používá se především z estetických dekorativních důvodů, méně často k odlehčení zdi redukcí její tloušťky, zejména ve štítech budov.
Slepé výklenky byly charakteristické pro gotickou architekturu. V režných cihlových zdech byly často omítány na bílo nebo vyplněny malovanou (slepou) kružbou a imitací okenních lišt.

## Galerie

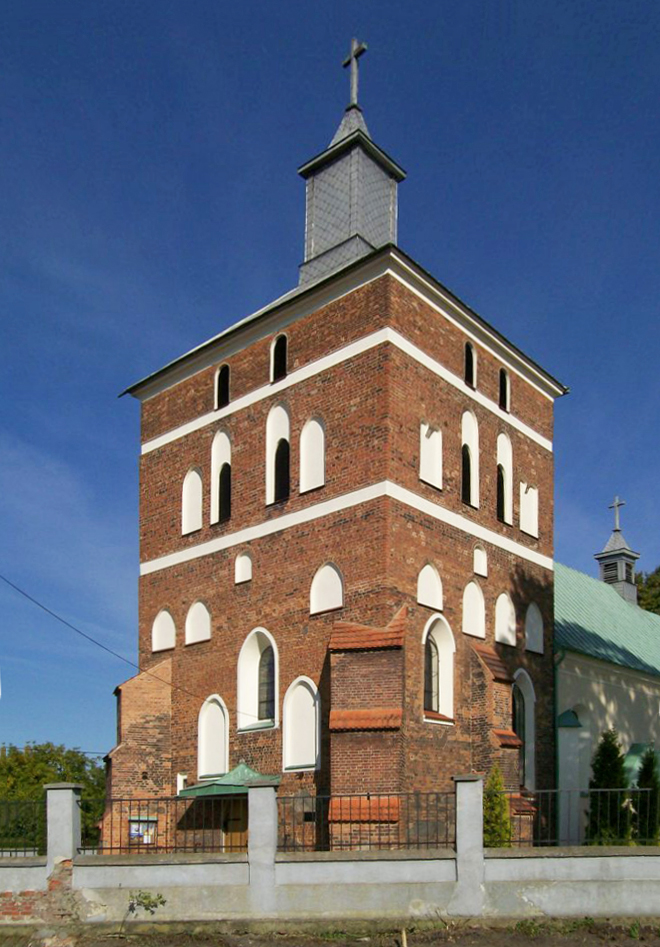
Slepá okna na gotické věži farního kostela v Sierpci.
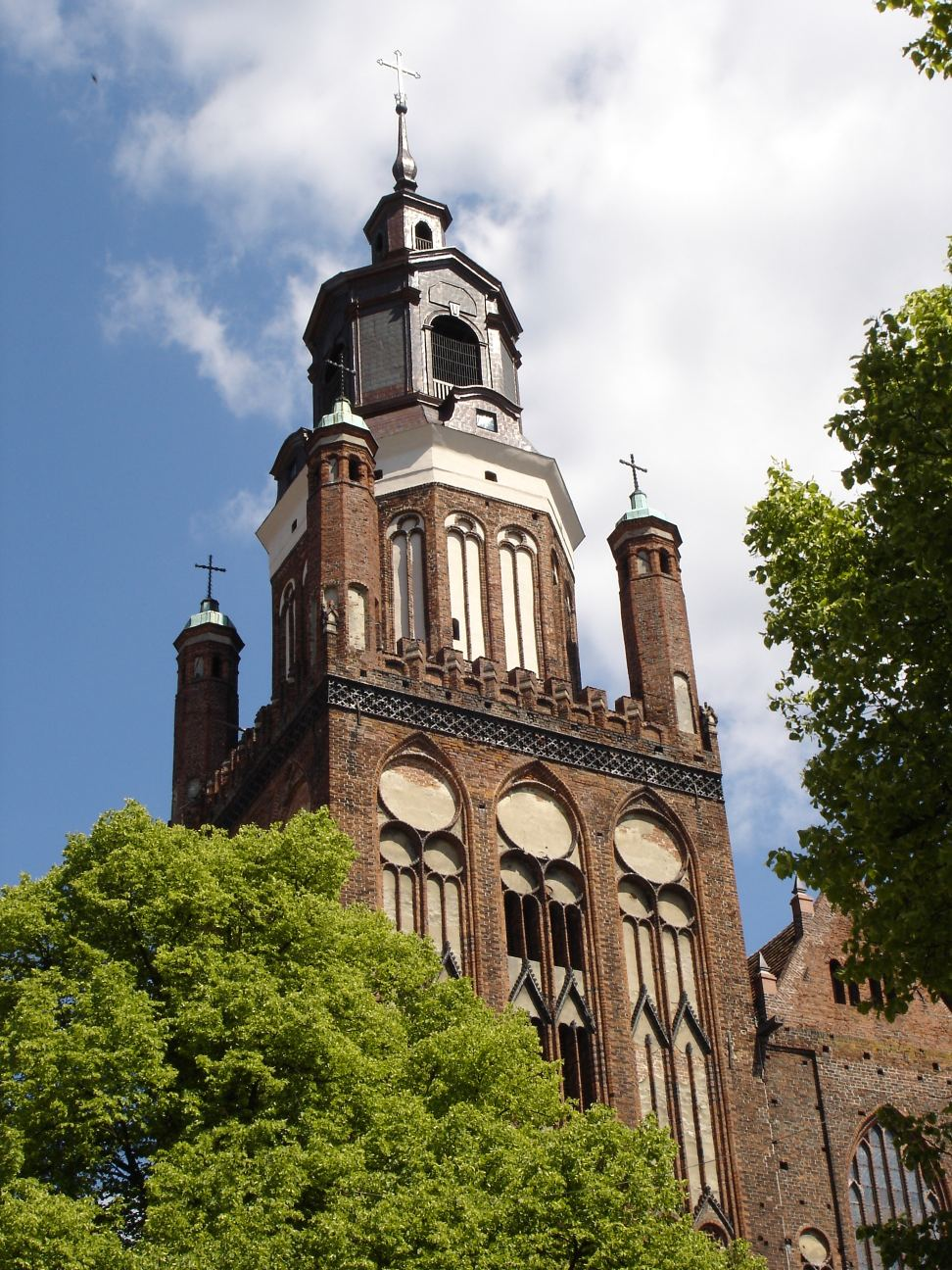
Slepá okna na severní věži kolegiátního kostela Panny Marie ve Stargardu
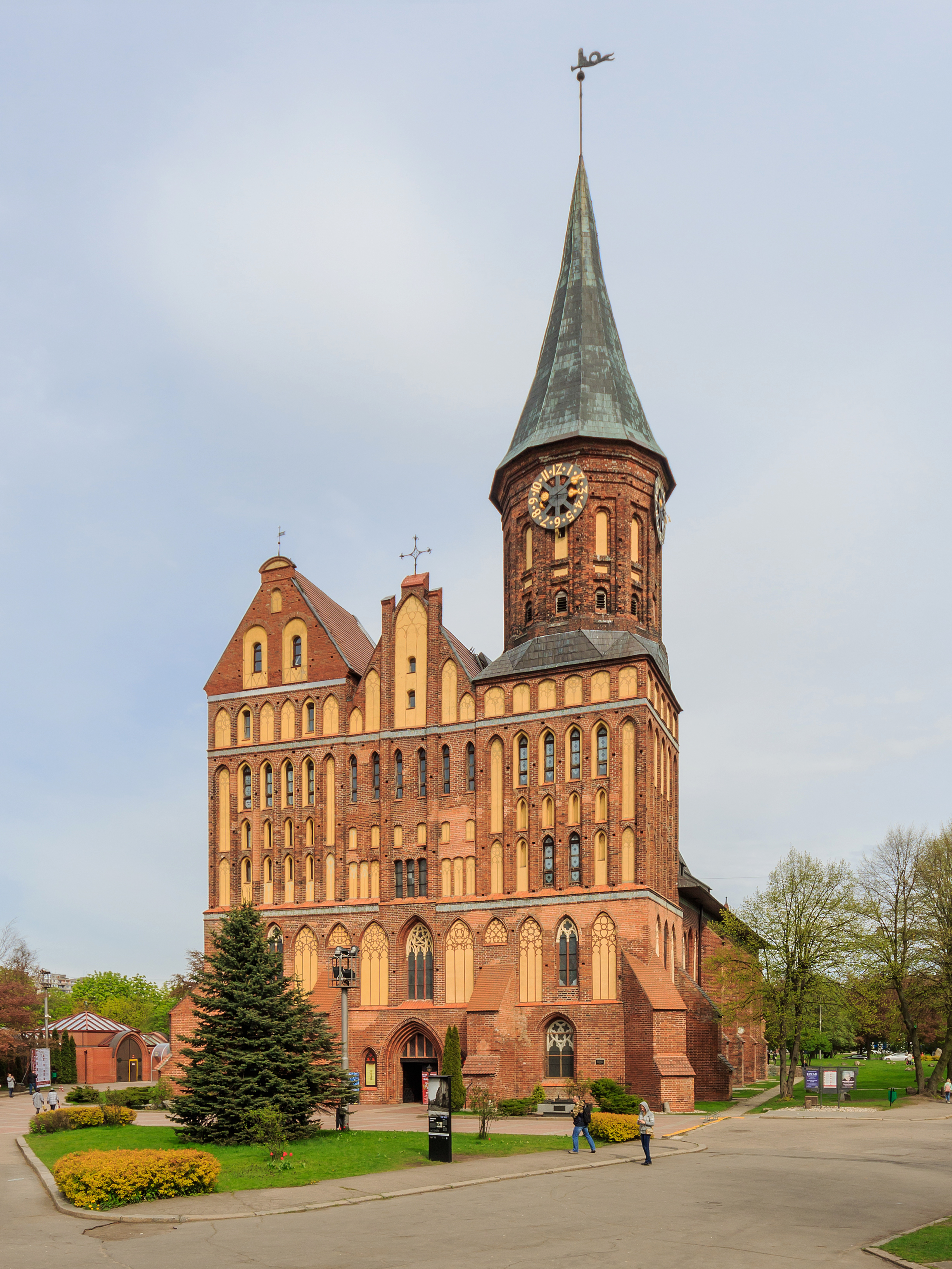
Slepá okna v západní fasádě katedrály v  Královci
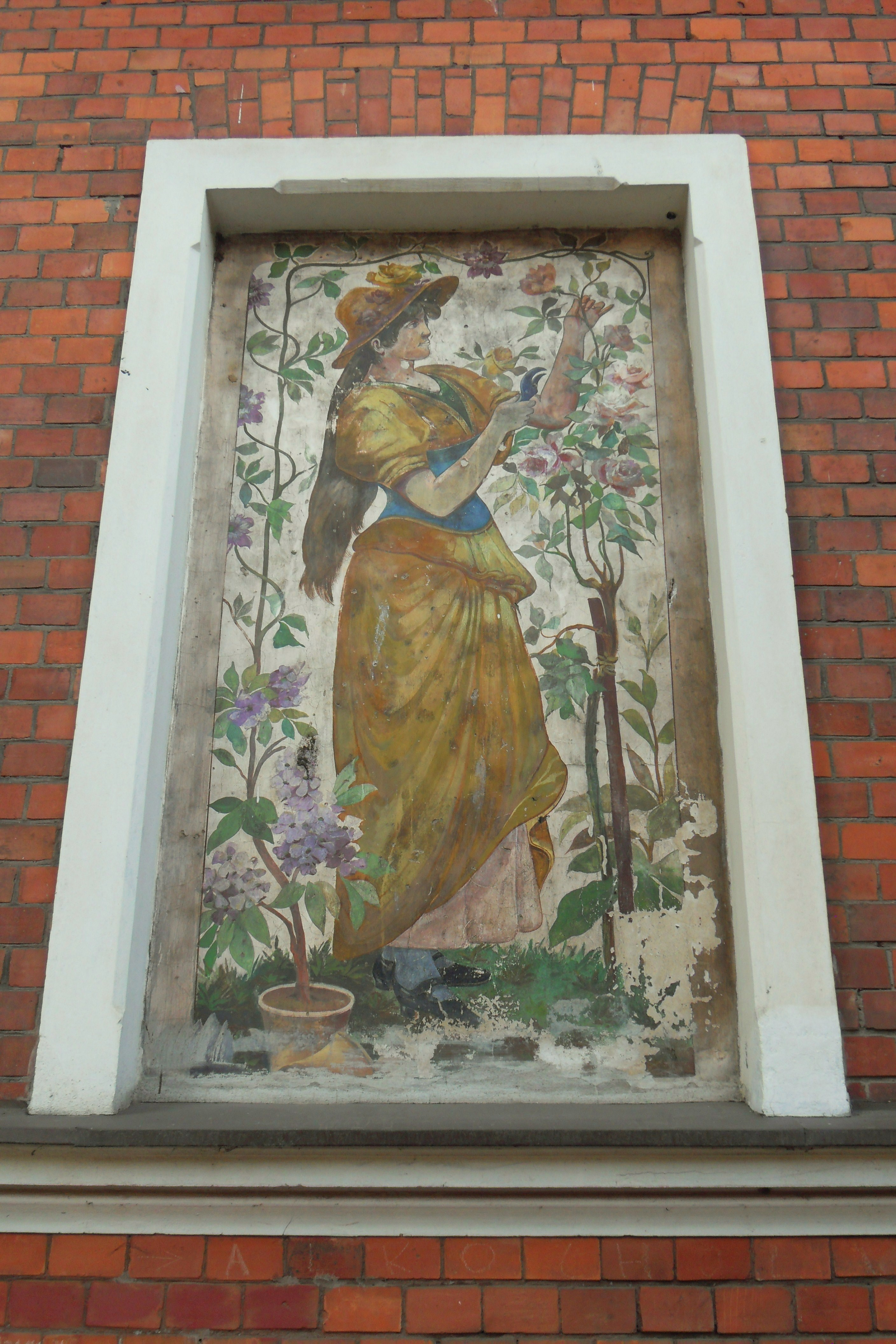
Slepé okno